# Příslušnost (procesní právo)
Příslušnost v právu vyjadřuje, který orgán veřejné moci (úřad nebo soud) projedná a rozhodne konkrétní věc. Lze hovořit o příslušnosti orgánu i naopak o příslušnosti věci či osoby k nějakému orgánu. Obdobně může existovat i příslušnost orgánů v rámci organizační struktury například podniku, spolku, církve, v rámci školského nebo zdravotnického systému atd.
Příslušnost je trojí:
1. Věcná příslušnost stanoví příslušnost orgánu typově, např. přestupky projednává správní úřad, daň vyměřuje finanční úřad, o žalobách rozhoduje soud apod.
2. Místní příslušnost určuje, který orgán určitého druhu věc projedná. Pro její stanovení neexistují obecná pravidla, může být určena např. správním obvodem obecního úřadu, v němž došlo ke spáchání přestupku, obvodem soudu, v němž se nachází sporná nemovitost apod.
3. Funkční příslušnost stanoví, který věcně i místně příslušný orgán v rámci hierarchie správních úřadů či který věcně i místně příslušný soud v rámci soustavy soudů věc rozhodne v prvním stupni a který následně v druhém stupni řeší případné opravné prostředky proti takovému rozhodnutí. Např. žalobu na ochranu osobnosti v prvním stupni řeší okresní soud, odvolání pak krajský soud.

Příslušný je jen ten orgán veřejné moci, který je příslušný věcně, místně i funkčně. Rozhodnutí vydané nepříslušným orgánem může být napadeno jako nezákonné, a v případě závažných vad příslušnosti se rozhodnutí dokonce může pokládat za nulitní, tzn. nemá žádné právní účinky, a to ani v případě, že by proti němu nikdo nepodal opravný prostředek.
V případě sporu o příslušnost se hovoří o tzv. kompetenčním sporu: negativní kompetenční spor znamená, že věcí se nechce zabývat žádný orgán veřejné moci, pozitivní kompetenční spor vzniká v případě, že si pravomoc osobuje orgánů několik. Kompetenční konflikty se řeší zvláštní procedurou, typicky se věc předloží nejbližšímu společnému nadřízenému orgánu veřejné moci nebo o ní rozhodne soud.